# Heidemannstraße
Die Heidemannstraße ist eine etwa 3 km lange Innerortsstraße im Münchner Stadtteil Freimann. Sie führt von der Ingolstädter Straße zur Freisinger Landstraße. Davor unterquert sie die A9.

## Beschreibung
An der Heidemannstraße liegen das Institut für Diabetesforschung des Helmholtz Zentrums München (1), die Bayern-Kaserne (60), BMW AG Werk 01.01 (164), das Sozialbürgerhaus Schwabing-Freimann sowie Jobcenter (170), St. George’s – The British International School Munich (182), der Wasserturm an der Heidemannstraße und AutobusOberbayern (220). Im Süden liegt der Euro-Industriepark und der Stadtteil Neufreimann, im Südosten das MOC Veranstaltungscenter München, im Nordosten der Kieferngarten.
Die Straße wird von 17.000 Fahrzeugen pro Tag befahren (Stand 2019). Die Heidemannstraße wird von der Linie U6 der U-Bahn München auf einer Brücke überquert. Entlang der Heidemannstraße entsteht gerade die Tramlinie 24, zwischen Am Hart und Kieferngarten, als Verlängerung der Linie 23 Richtung Schwabing Nord.

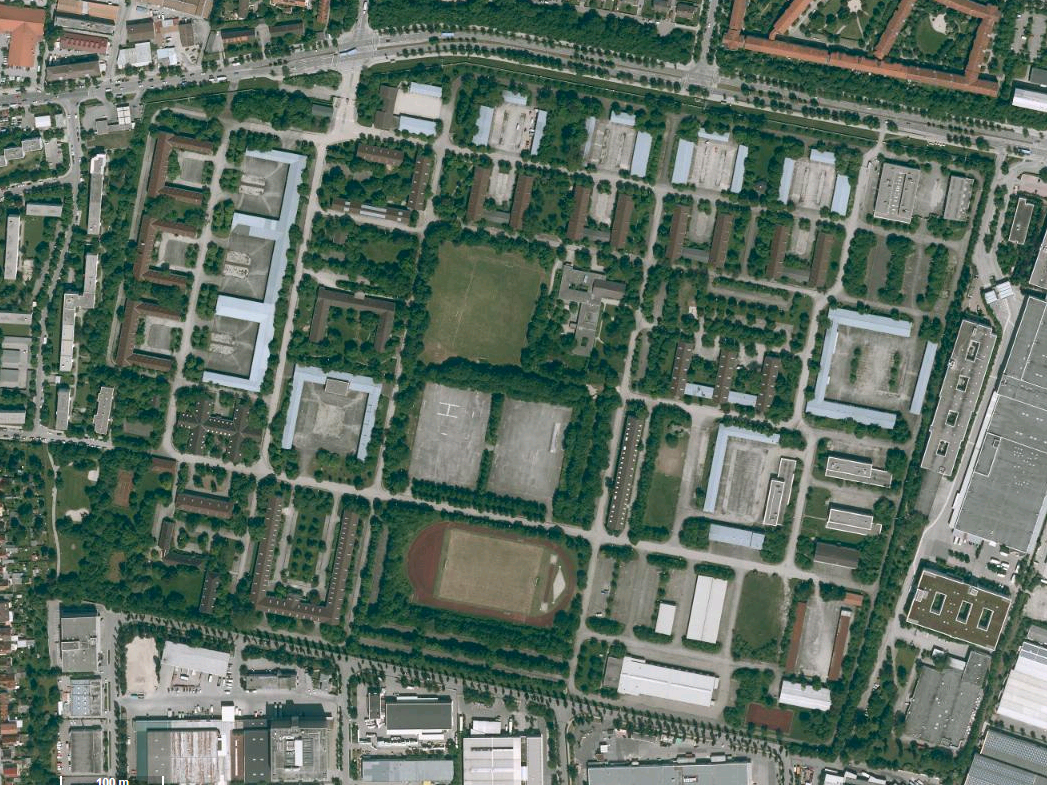
Bayernkaserne
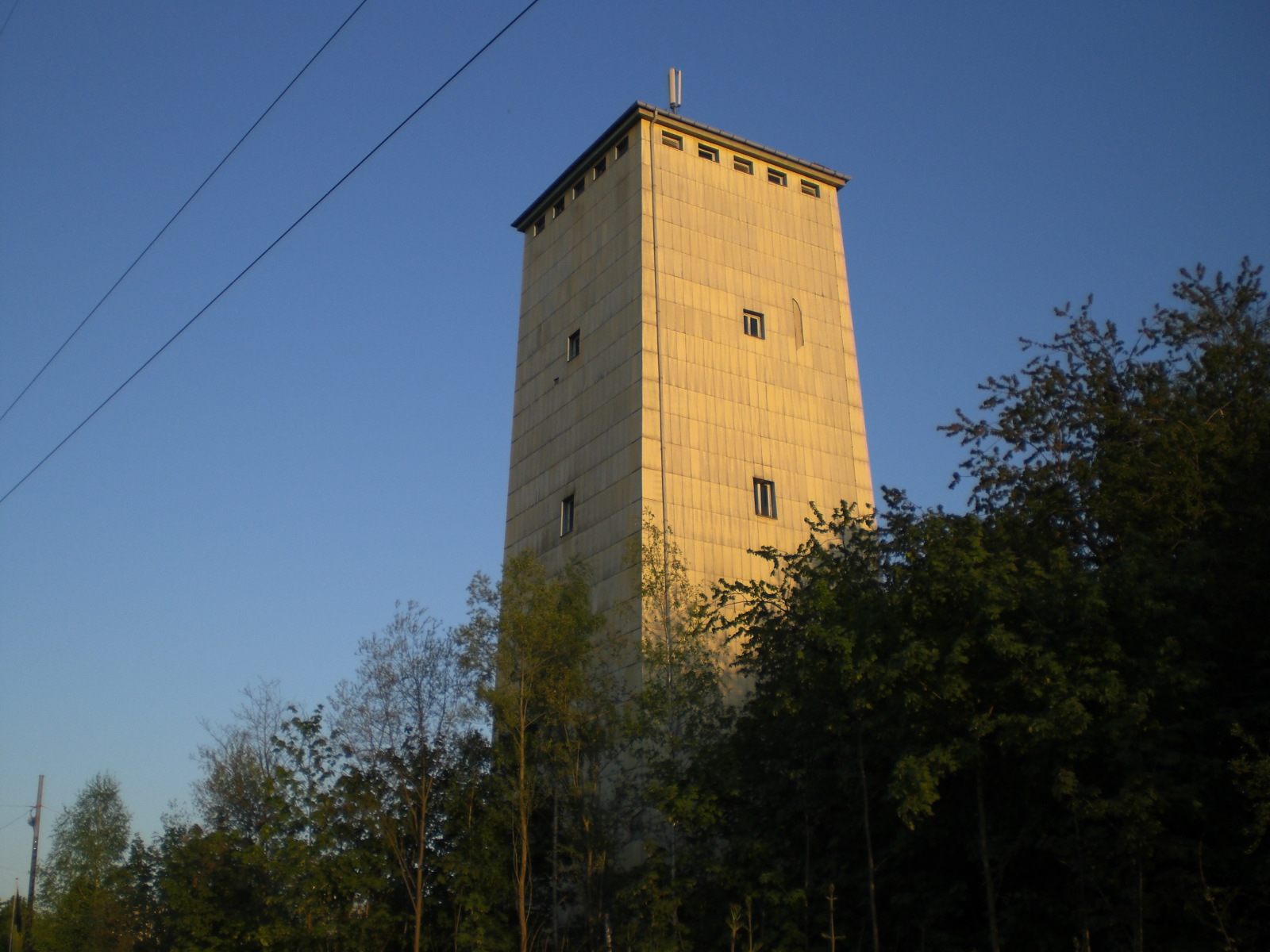
Wasserturm
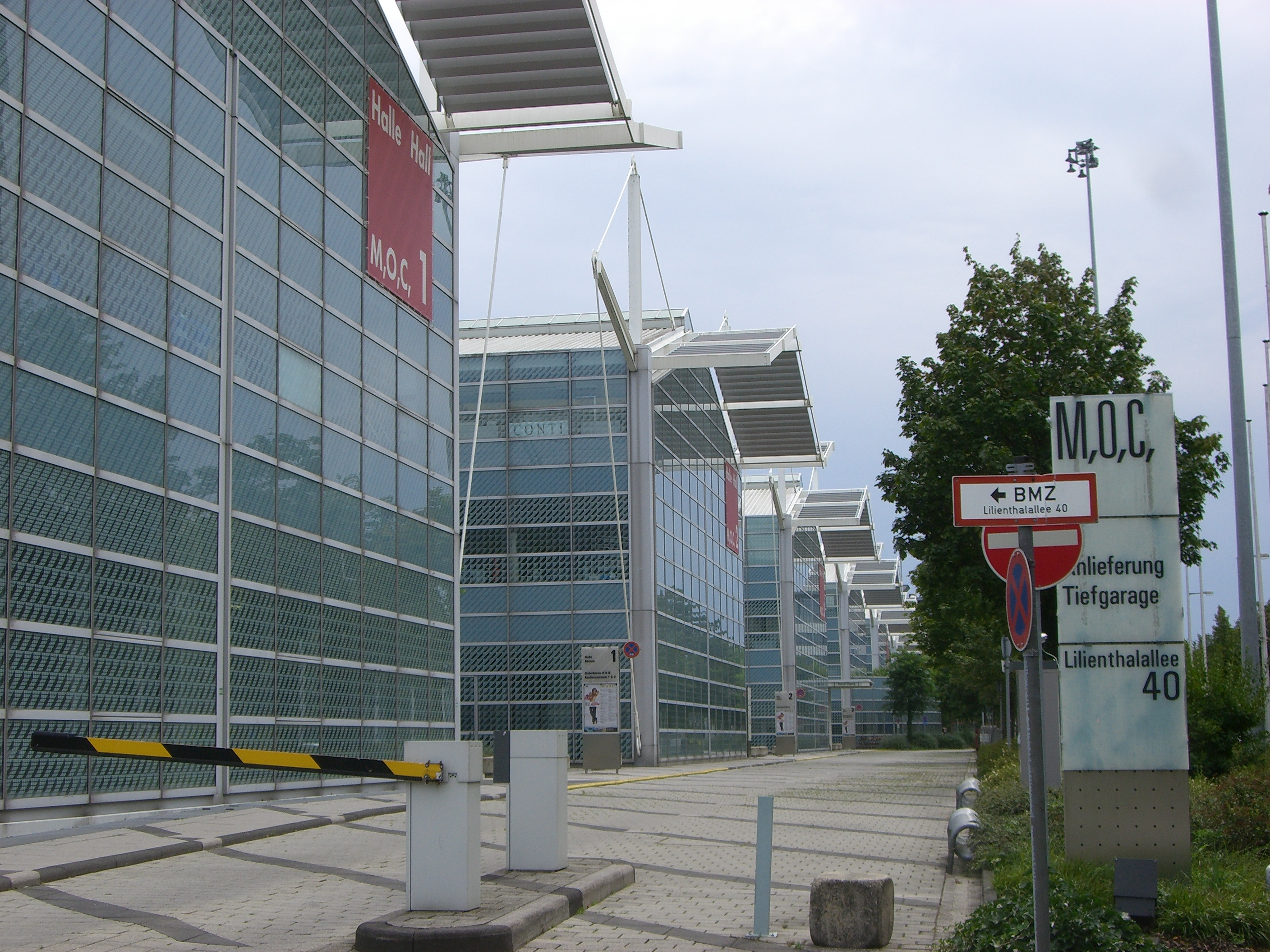
MOC

## Geschichte
Sie wurde nach Johann Nepomuk Heidemann († 1913) benannt, der eine Stiftung für kinderreiche Familien einrichtete, aber auch Produzent von Schießpulver war.
Die Heidemannstraße war als ein Teilstück der nie verwirklichten Bundesautobahn 999 gedacht.